# Canton de Retournac
Le canton de Retournac est une ancienne division administrative française, située dans le département de la Haute-Loire en région Auvergne, créée par décret du 21 avril 1932 (Journal officiel des 25-26 avril 1932, p. 4450-4451)

## Composition
Le canton de Retournac groupait trois communes :
- Retournac : 2 693 habitants
- Saint-André-de-Chalencon : 342 habitants
- Solignac-sous-Roche : 206 habitants

## Histoire

### Conseillers d'arrondissement (de 1932 à 1940)
| Période                                  | Période | Identité            | Étiquette   | Qualité |
| ---------------------------------------- | ------- | ------------------- | ----------- | --- |
| 1932                                     | 1934    | M. Laurent          |             | Propriétaire à Solignac-sous-Roche                                                                          |
| 1934                                     | 1940    | Jean-Claude Chouvet | Républicain | Propriétaire à Saint-André-de-Chalencon                                                                     |
| 1940                                     |         |                     |             | Les conseils d'arrondissement ont été suspendus par la loi du 12 octobre 1940 et n'ont jamais été réactivés |
| Les données manquantes sont à compléter. |         |                     |             | |

### Conseillers généraux de 1932 à 2015
Le canton a été supprimé en mars 2015 à la suite du redécoupage des cantons du département et les trois communes sont désormais rattachées au canton de Bas-en-Basset.
| Période                                                           | Identité               | Parti            | Qualité                                                           |
| ----------------------------------------------------------------- | ---------------------- | ---------------- | ----------------------------------------------------------------- |
| Le canton de Retournac a été créé par le décret du 21 avril 1932. |                        |                  |                                                                   |
| 1932-1940                                                         | Jean Baptiste Ribeyron | JR               | Maire de Retournac                                                |
| 1942-1945                                                         | Jean-Louis Laval       |                  | Maire de Retournac Nommé conseiller départemental en 1942         |
|                                                                   |                        |                  |                                                                   |
| 1945-1947 (décès)                                                 | Jean Baptiste Ribeyron | DVG              | Maire de Retournac                                                |
| 15 juillet 1947-1958                                              | Henri Pontvianne       | SFIO             | Ouvrier agricole Maire de Retournac                               |
| 1958-1976                                                         | Jean Saby              | DVG              | Maire de Retournac Chef de District SNCF                          |
| 1976-1982                                                         | Charles Communal       | DVD puis UDF-CDS |                                                                   |
| 1982-1994                                                         | Raymond Dechiron       | PCF              | Retraité Maire de Retournac (1977-1983)                           |
| 1994-2001                                                         | Pierre Maurige         | DVD              | Maire de Retournac (1995-2001)                                    |
| 2001-2015                                                         | Pierre Astor           | RPR puis DVD     | Fonctionnaire de la Ville de Paris Maire de Retournac (2008-2020) |

## Démographie
| 1962  | 1968  | 1975  | 1982  | 1990  | 1999  | 2006  | 2011  | 2012  |
| ----- | ----- | ----- | ----- | ----- | ----- | ----- | ----- | ----- |
| 3 447 | 3 213 | 3 024 | 2 719 | 2 662 | 2 722 | 3 083 | 3 293 | 3 350 |